# 竜吉公主

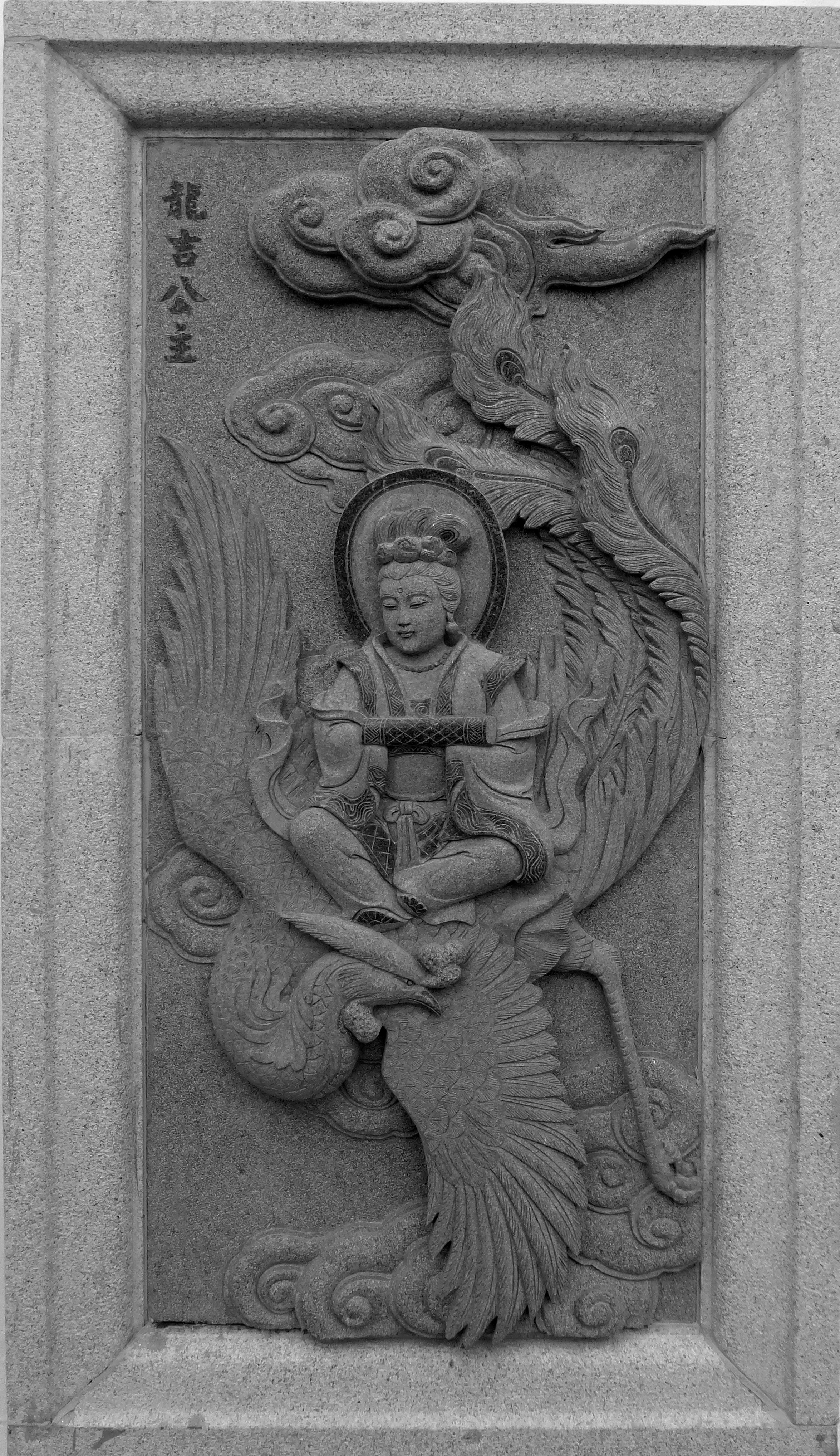
竜吉公主のレリーフ（マレーシアペラ州）

竜吉公主（りゅうきつこうしゅ）は、中国明代の神怪小説『封神演義』に登場する仙女である。昊天上帝と瑤池金母の実娘として描かれ、天界の高位仙女として位置付けられている。物語中では洪錦と結婚し、封神後は「紅鸞星」の神位を授かる。

## 概要
蟠桃宴で仙酒を誤ってこぼした過失により、鳳凰山青鸞斗闕に幽閉されていた。武王の紂王討伐戦において、太公望率いる周軍を支援するため天界から派遣され、水遁術や各種法宝を用いて活躍した。

## 経歴
1. 人間界介入：追放中に金吒・木吒兄弟を羅宣の火攻めから救出（第64回）[1]
2. 洪錦との婚姻：月下老人の仲介により敵将・洪錦と結婚（第66回）。「符元仙翁」が示した水属性の宿命による[3]
3. 法宝提供：火霊聖母の金霞冠対策に瑤池の法宝を提供（第71回）[4]
4. 万仙陣の戦い：夫と共に金霊聖母に挑むが、四象塔と龍虎如意で戦死（第84回）[1]
5. 封神：「紅鸞星」に封神される（第99回）[5]

## 能力
| 法宝名     | 効果                       | 使用場面                 | 典拠  |
| ---------- | -------------------------- | ------------------------ | ----- |
| 霧露乾坤網 | 火炎攻撃を中和する水系結界 | 羅宣の万里起雲煙を無効化 | [ 3 ] |
| 四海瓶     | 毒霧・妖気を浄化する宝瓶   | 李奇の毒霧を清浄化       | [ 6 ] |
| 二龍剣     | 自動追尾型飛剣             | 火鴉術の破壊             | [ 3 ] |
| 瑤池白光剣 | 本命法宝                   | 常時携行武器             | [ 1 ] |

## 解釈

### 物語的意義
- 天人関係：天界の王女が人間界に介入する構図は「天意の具現化」を表現し、封神計画における天庭と闡教の政治的駆け引きを反映している[7]。
- 宿命観：洪錦との政略結婚は「天命不可避」テーマの象徴であり、道教思想の「劫運」概念と連動する[3][8]。

## 文化的影響

### 伝統文化
- 京劇：『天河配』（19世紀後期成立）で天女役の原型として継承[9]
- 民間信仰：縁結びの神「紅鸞星」として道教祭祀で信仰される[10]

### 現代メディア
- 漫画：藤崎竜『仙界伝 封神演義』（1996-2000）で自由奔放な補助役として再解釈（太公望チームの一員）
- 映画：『新白蛇伝之竜吉公主』（2018）で許仙の母として設定改変

## 版本比較
| 版本             | 竜吉公主の描写   | 特筆事項                           |
| ---------------- | ---------------- | ---------------------------------- |
| 明刊本（許仲琳） | 高貴で従順な天女 | 洪錦との結婚を天命として受容       |
| 清刊『封神真詮』 | 戦闘能力が強調   | 四海瓶で黄河陣を破る追加描写       |
| 藤崎竜漫画版     | 自由奔放で能動的 | 太公望軍団の主要メンバーとして活躍 |